# Bryggspindel
Bryggspindel (Metellina merianae) är en spindelart som först beskrevs av Giovanni Antonio Scopoli 1763.  Bryggspindel ingår i släktet Metellina och familjen käkspindlar. Arten är reproducerande i Sverige. Utöver nominatformen finns också underarten M. m. celata.